# فرنسيس همفريز
السير فرنسيس هنري همفريز (بالإنجليزية: Francis Humphrys)‏ (1879 - 1971 م) هو دبلوماسي بريطاني.
درس في جامعة أكسفورد. عمل في الحقل الدبلوماسي في كابل (من 1922 إلى 1929 م) ومن ثم مندوبا ساميا في العراق (من 1929 إلى 1932 م).